# Сражение при Туркхайме
Сражение при Туркхайме — сражение, состоявшееся 5 января 1675 года между городами Кольмар и Туркхайм (современная Франция) в ходе Голландской войны между французской армией под командованием Анри Тюренна и союзной армией под командованием курфюрста Фридриха Вильгельма I.

## Предыстория
Агрессивная кампания Людовика XIV против Нидерландов, начатая в 1672 году, спровоцировала враждебную реакцию других европейских государств, таких как Священная Римская империя и Бранденбург-Пруссия . Их вмешательство принесло войну в регион Верхнего Рейна, создав угрозу французской территории. В 1674 году маршал Тюренн, французский командующий в этом секторе, не смог предотвратить вторжение имперской армии в Эльзас. С приходом зимы 1674 года имперцы пошли на зимние квартиры в районе Кольмара, в нескольких милях к югу от французских зимних казарм в Агно.
В соответствии с условностями войны того времени военные операции должны были быть остановлены до весны . Тюренн, однако, решил не следовать этому обычаю. Перейдя Вогезы, он проследовал на запад и затем на юг, появившись 27 декабря 1674 года у города Бельфор, к югу от ставки своего соперника. Не встретив никакого сопротивления, Тюренн достиг Мюлуза 29 декабря. Застигнутые врасплох имперцы поспешно отступили на Туркхайм.

## Битва
Тюренну с его 30-тысячным войском противостояла имперская армия под командованием Фридриха-Вильгельма, курфюрста Бранденбурга-Пруссии. Однако имперские силы ещё не были готовы к бою. Последовавшая битва не следовала стандартам XVII века. Маршал Тюренн симулировал нападение по центру, а затем ударил с правого фланга. Треть армии Тюренн спрятал за холмами от глаз противника. Он захватил небольшой городок Туркхайм, Фридрих-Вильгельм попытался вернуть его, но был отброшен шквальным огнём из французских пушек. Тюренн сконцентрировал свою кавалерию на правом фланге противника. Скорость атаки, которой не предшествовала артподготовка, и численное превосходство французов в одной точке деморализовало имперских солдат, обратив их в бегство. Имперская армия потеряла порядка 3000 человек.

## Последствия
Поскольку зимовка в Эльзасе стала теперь опасной, Фридрих-Вильгельм увел свою армию к Страсбургу, где его армия на следующей неделе перешла Рейн и вернулась на свои земли.
Эта зимняя победа Тюренна считается одним из самых ярких сражений XVII века. Тюренн, выполнив два блестящих маневра (один стратегический и один тактический), спас Францию от вторжения, понеся лишь незначительные потери.